# Mesolaelaps australiensis
Mesolaelaps australiensis är en spindeldjursart som först beskrevs av Hirst 1926.  Mesolaelaps australiensis ingår i släktet Mesolaelaps och familjen Laelapidae. Inga underarter finns listade i Catalogue of Life.